# Црмничка нахија
Црмничка нахија је једна од четири нахије Старе Црне Горе, а такође и једна од десет управних нахија Књажевине Црне Горе. Нахије се деле на племена, а племена на братства. Оваква подела је важила до Првог светског рата.

## Историјски подаци из 1895. године

### Границе
Ова нахија налази се јужно од Ријечке, а граничи: са сјевера Ријечком нахијом, са истока Скадарскијем Блатом; са југа и запада Приморском нахијом.

### Племена
У овој су нахији племена: Подгор, Брчеле, Сотонићи, Дупило, Глухи До, Бољевићи, Лимљани, Сеоца.

### Планине
Највеће планине у овој нахији: Суторман, Острик, Созина, Тројица и Расоватац.

### Равнице
Средином ове нахије пружа се Црмничко поље.

### Воде
Овој нахији, у колико је дотиче, припада Скадарско Блато; а кроз Црмничко поље теку ријеке: Црмница и Ораоштица, које се састају у близини варошице Вира и утичу у Скадарско Блато под именом ријека Вирштица.

### Путеви
Кроз ову нахију начињен је колски пут преко Сутормана, од Вира до Бара, који се спаја с Приморском нахијом и Јадранскијем морем, и водени пут је спаја с Ријечком нахијом од Вира до Ријеке.

### Позната мјеста
Једина варошица у овој нахији јест Вирпазар, који се налази на утоку ријеке Црмнице (Вирштице) у Скадарско Блато. Има свој окружни суд, варошку управу, телеграф, пошту и тврђаву, коју је сазидао владика Раде. Свакога петка бива на њему жива трговина. У близини варошице налази се брдашце Бесац, на коме је, у догађају 1702. године, на Бадњи дан ноћу погинуло седамдесет Срба из Дупила. У овој нахији још су знатна мјеста: Крњице, гдје је наша војска у рату 1862. године заробила шест стотина Турака; Каручи, гдје је Иван Црнојевић, некадашњи владар Црне Горе, петнаест хиљада Турака потукао; Бољевићи, у њима се родио владика Рувим, који је племе Куче обратио у православну вјеру; Брчели, гдје су понекад становали зетски владари Балшићи. У Брчелима је манастир, у ком је живио и умро „Лажни Цар Шћепан Мали“. Бољевићи, Брчели, Сотонићи, Годиње и Крајина знатни су, што се тамо рађа добро грожђе, од кога се добива чувено црмничко вино. Чувени су риболови: Модра Ока, Јасен, Радуш и Лука Крњичка.

### Поднебље
У овој нахији поднебље је благо и умјерено, успијева свако воће, а особито смоква, као и рано поврће. Земљиште је врло плодно. Сију се познати домаћи усјеви, а понајвише кукуруз и пшеница. Горе су обрасле: дубом, јасеном, цером и другијем дрвећем. Од дивљачи се налази: лисица, зечева, куница и другијех. Од домаћих животиња гаје се: овце, козе, говеда, коњчад и свиње.

### Становништво
Највише се народ у овој нахији занима земљорадњом и сточарством; трговином вина и риболовом. Из ове нахије већином иду људи по свијету, да штогод зараде. Народ је побожан, радан, доброга здравља, а чисто се носи.